# Audi RS5
Der Audi RS5 ist das leistungsstärkste Fahrzeug der A5-Reihe von Audi. Vorgestellt wurde das Coupé auf dem Genfer Auto-Salon im März 2010.

## 1. Generation (2010–2015)
Der RS5 der ersten Generation basiert auf dem A5 8T und wurde als Coupé auf dem Genfer Auto-Salon im März 2010 vorgestellt. Das Fahrzeug war ausschließlich mit einem 7-Gang-Doppelkupplungsgetriebe S tronic erhältlich. Die Preise für das Sportcoupé begannen bei 77.700 Euro.

### Design
Die an den Ur-Quattro angelehnte Linienführung des RS5 basiert auf dem Audi A5, welcher von Walter Maria de’Silva entworfen wurde.

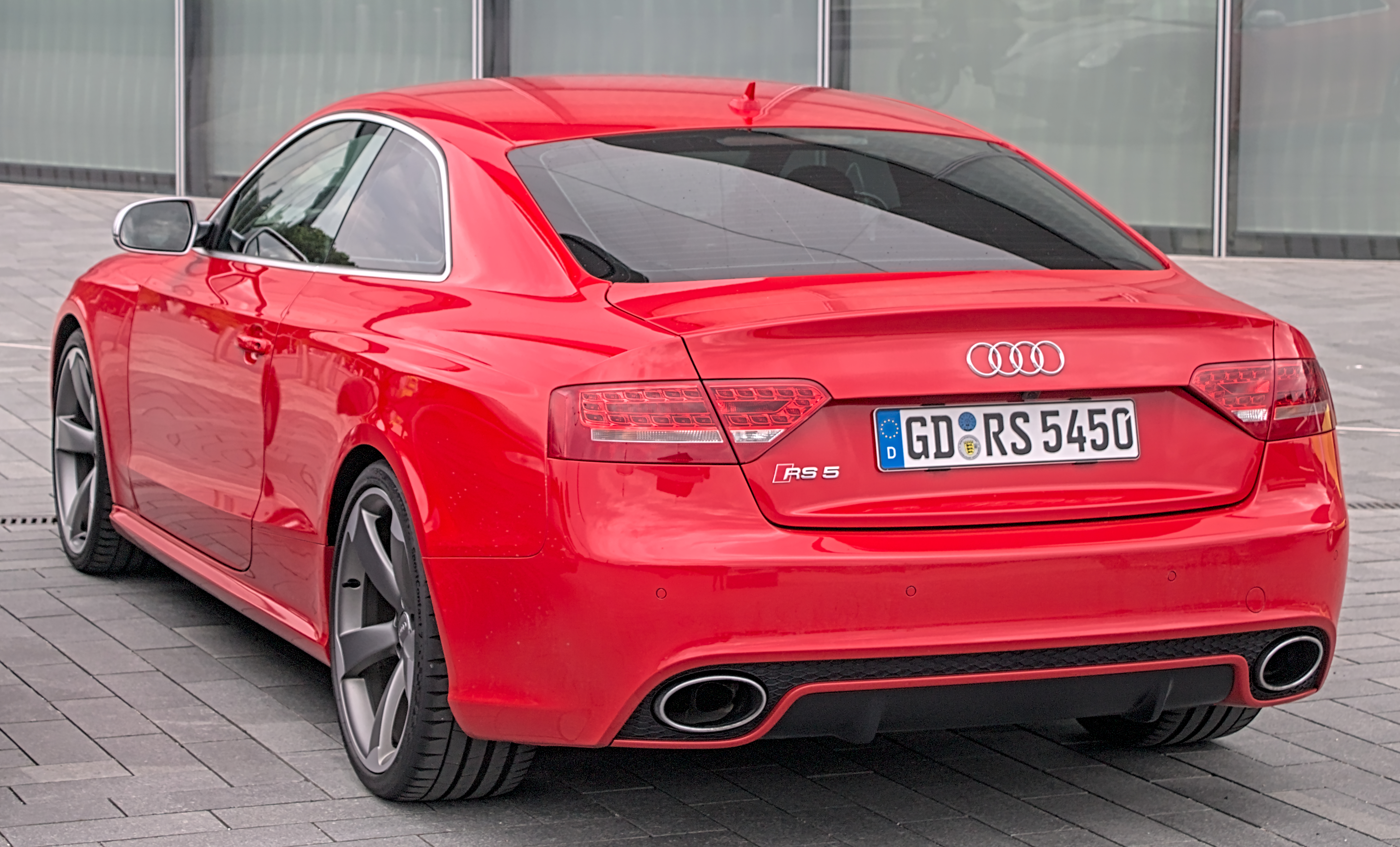
Heckansicht

Gegenüber den Varianten des Audi A5 grenzt sich das RS-Modell neben Motor und Getriebe durch folgende äußere Änderungen ab:
- modifizierte Front- und Heckstoßstangen
- keine Nebelscheinwerfer, dafür Lufteinlässe in der Frontschürze
- Kühlergrill in Rautendesign
- verbreiterte Kotflügel vorne und hinten
- Seitenschwellerverkleidungen
- runde Tankklappe
- Außenspiegel im Aluminiumdesign
- Karosseriedetails wie Kühlergrilleinfassung in matter Aluminiumoptik
- zwei ovale Auspuffblenden
- einen ausfahrbaren Heckspoiler (ab 120 km/h automatisch)

Im Innenraum sind unter anderem Lederausstattung, Karbonzierleisten, ein Sportlederlenkrad und -sitze, Pedalerie in Aluminiumoptik sowie verschiedene RS5-Schriftzüge serienmäßig.

### Modellpflege
Auf der IAA im September 2011 stellte Audi den überarbeiteten RS5 vor. Er erhielt wie der A5 das Familiengesicht mit geändertem Kühlergrill, schmaleren Lufteinlässen, modifizierten Front- und Heckschürzen. 
Ab Frühjahr 2012 wurde das modifizierte Coupé ausgeliefert. Im Herbst 2012 kam noch das RS5 Cabrio hinzu.

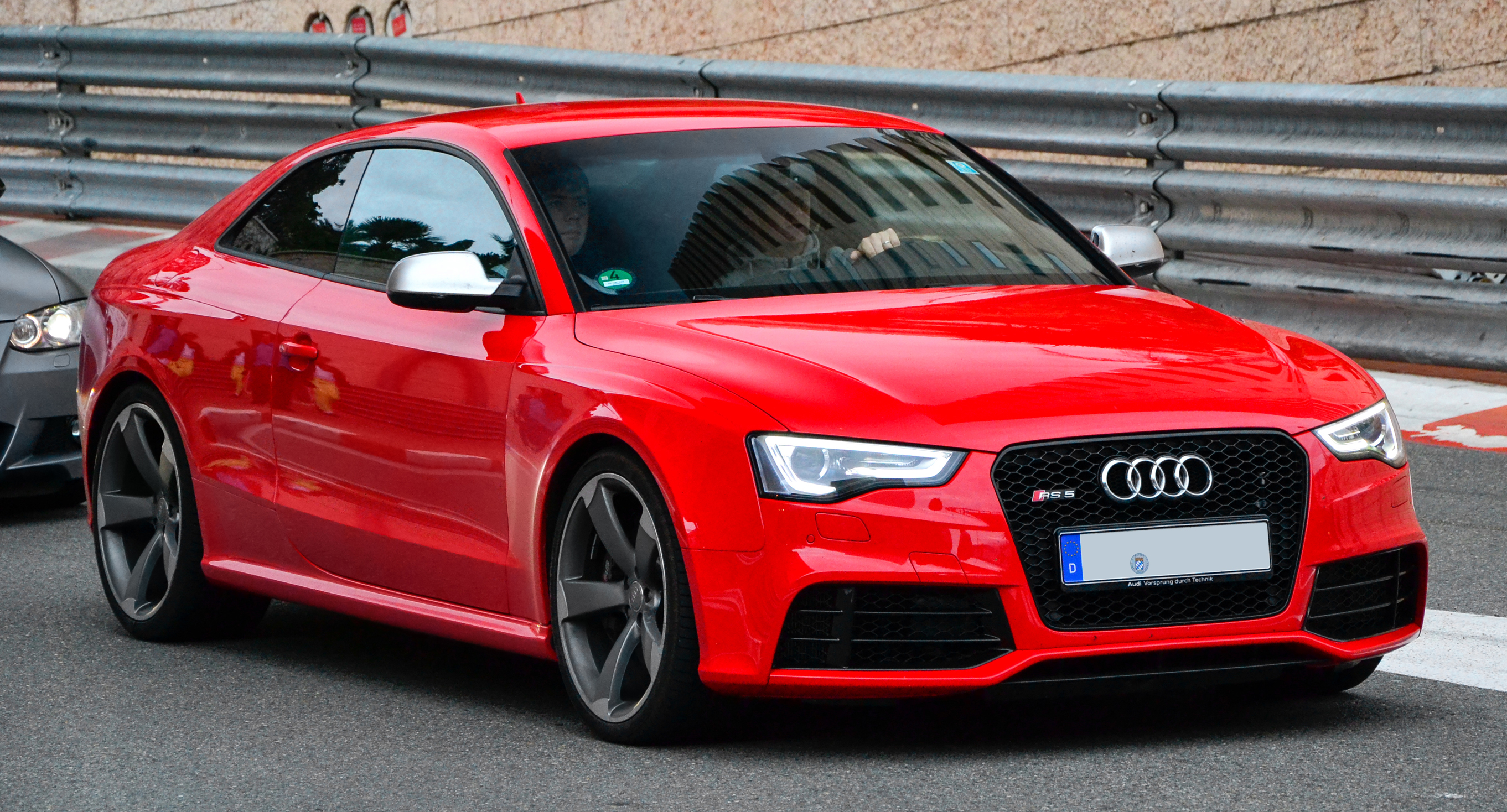
Audi RS5 (2012–2015)
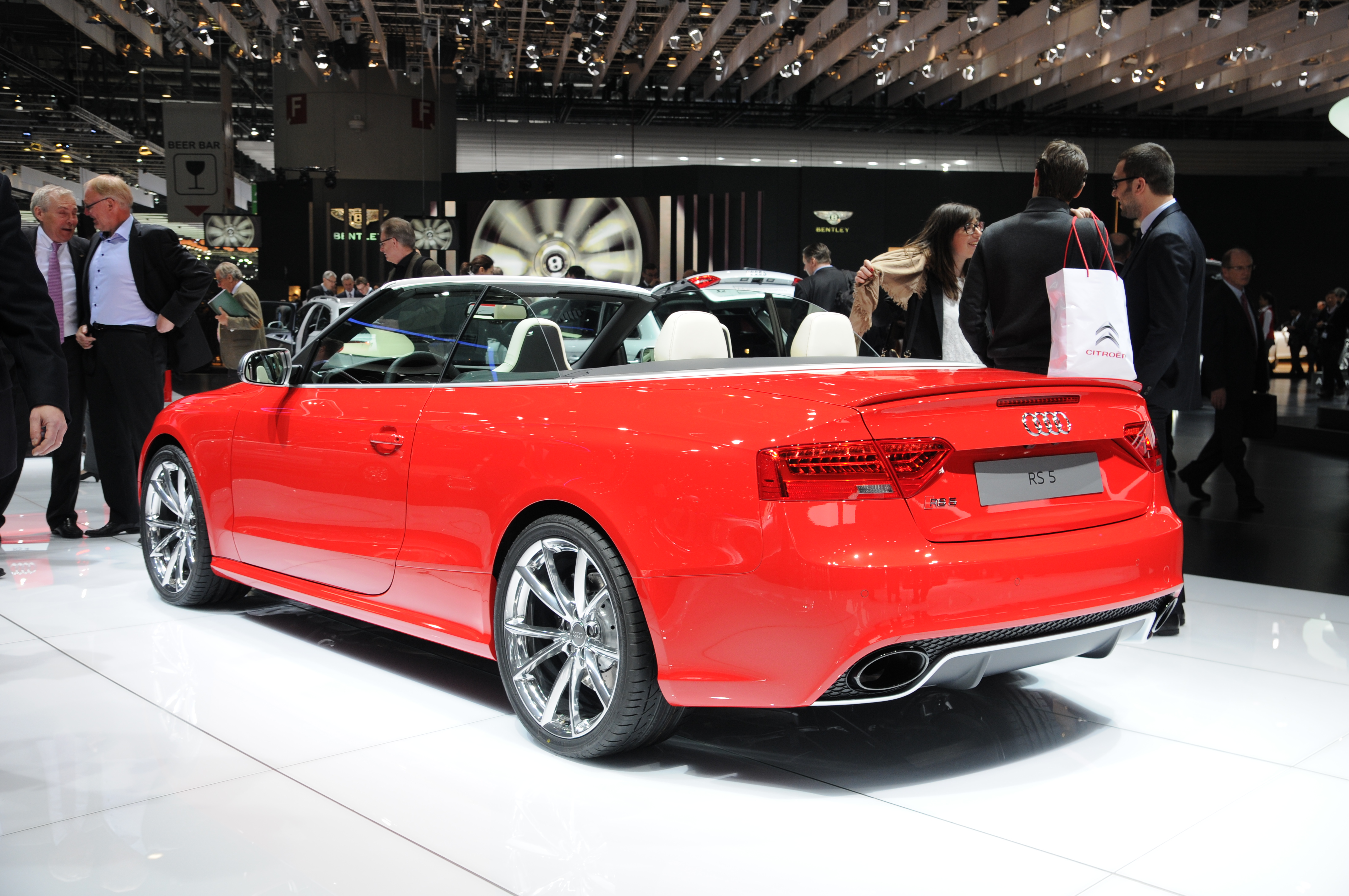
Audi RS5 Cabriolet (2012–2015)
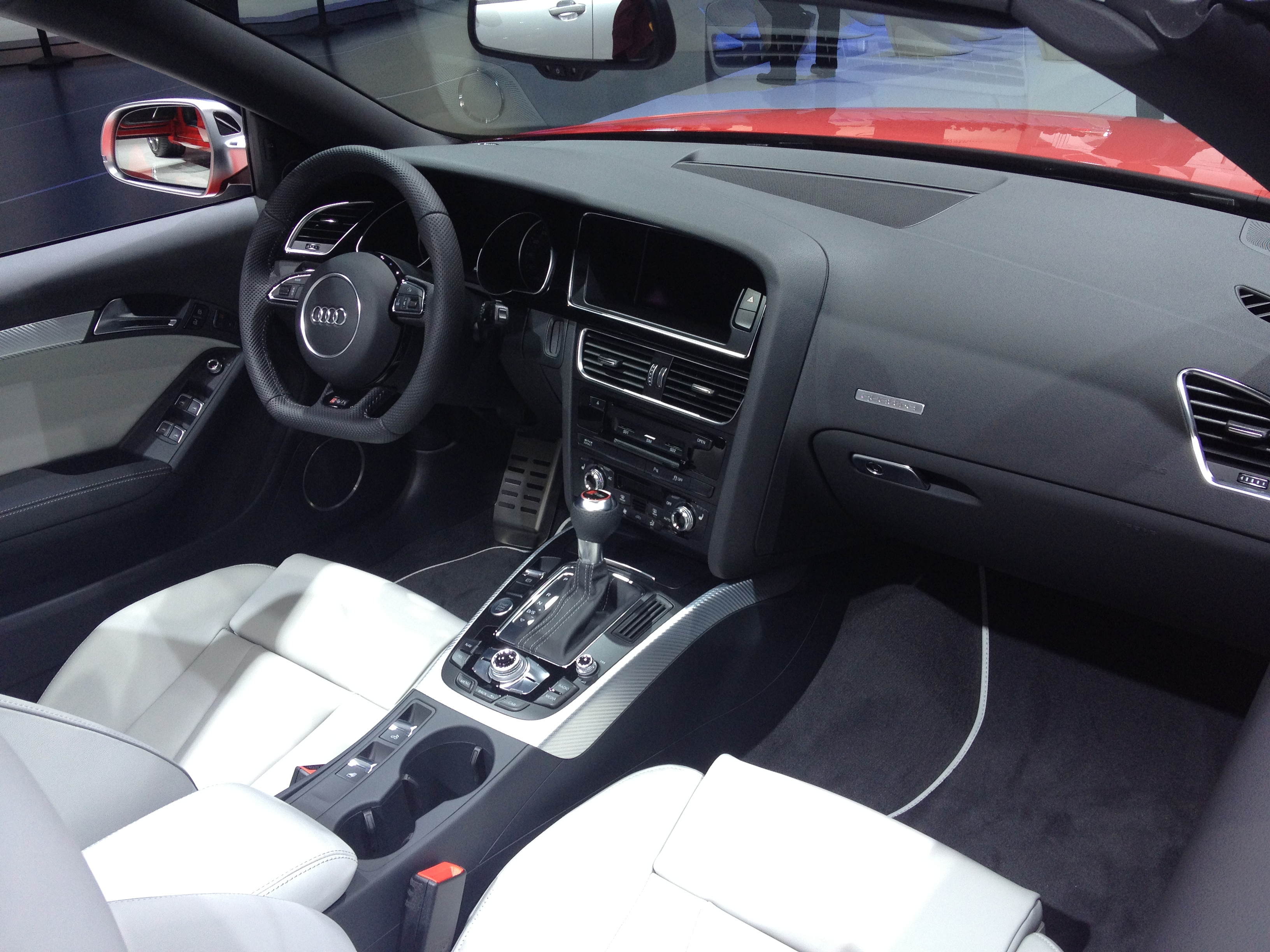
Innenraum

### Technische Daten
Der Motor basiert auf dem V8-Hochdrehzahlmotor des 2005 erschienenen RS4. Gegenüber diesem konnte die Leistung des V8-Motors im RS5 um 22 kW (30 PS) angehoben werden und wird bei über 8000/min erreicht. Das Drehmoment von 430 Nm blieb unverändert, steht jedoch in einem Drehzahlbereich von 4000 bis 6000/min zur Verfügung.
Serienmäßig wird der RS5 mit dem 7-Gang-Doppelkupplungsgetriebe (S tronic) und permanentem Allradantrieb (quattro) ausgeliefert. Erstmals wird als Mittendifferenzial ein Kronenraddifferenzial, an Stelle des sonst üblichen Torsendifferenzials, verbaut. Gegenüber dem Vorgänger ist es zwei Kilogramm leichter und ermöglicht eine verzögerungsfreie Verteilung der Antriebsmomente. Die Grundverteilung des Antriebsmoments liegt bei 40 % an der Vorder- und 60 % an der Hinterachse. Zur besseren Traktion können maximal 70 % nach vorne bzw. 85 % nach hinten geleitet werden.
Getriebe-, Gaspedal- und Lenkungskennlinie sowie das Ansprechverhalten der serienmäßigen Abgasklappensteuerung können vom Fahrer verändert werden (audi drive select); dies gilt auch für die Kennlinien der optionalen Komponenten Dynamiklenkung, Sportdifferenzial.
|                                            | Coupé                  | Cabriolet            |
| ------------------------------------------ | ---------------------- | -------------------- |
| Bauzeitraum                                | 04/2010–06/2015        | 11/2012–06/2015      |
| Motorart                                   | Ottomotor              | Ottomotor            |
| Motorbauart                                | V-Bauart               | V-Bauart             |
| Gemischaufbereitung                        | Direkteinspritzung     | Direkteinspritzung   |
| Hubraum                                    | 4163 cm³               | 4163 cm³             |
| Zylinder/Ventile                           | 8/32                   | 8/32                 |
| maximale Leistung bei min−1                | 331 kW (450 PS)/8250   | 331 kW (450 PS)/8250 |
| maximales Drehmoment bei min−1             | 430 Nm bei 4000–6000   | 430 Nm bei 4000–6000 |
| Antriebsart, serienmäßig                   | Allradantrieb          | Allradantrieb        |
| Getriebeart, serienmäßig                   | 7-Gang-S tronic        | 7-Gang-S tronic      |
| Leergewicht                                | 1790–1800 kg           | 1995 kg              |
| maximale Zuladung                          | 500 kg                 | 500 kg               |
| Beschleunigung, 0–100 km/h                 | 4,5–4,6 s              | 4,9 s                |
| Höchstgeschwindigkeit                      | 250 km/h (1)           | 250 km/h (1)         |
| Höchstgeschwindigkeit                      | 280 km/h (1) (2)       |                      |
| Kraftstoffverbrauch auf 100 km, kombiniert | 10,5–10,8 l Super Plus | 10,7 l Super Plus    |
| CO2-Emission, kombiniert                   | 246–252 g/km           | 249 g/km             |
| Abgasnorm nach EU-Klassifikation           | Euro 5                 | Euro 5               |

## 2. Generation (2017–2024)
Der RS5 der zweiten Generation basiert auf dem A5 F5 und wurde als Coupé auf dem 87. Genfer Auto-Salon im März 2017 vorgestellt. Auf den Markt kam das Sportcoupé im Juni 2017 zu Preisen ab 80.900 Euro. Als RS5 Sportback wurde das Fahrzeug auf der New York International Auto Show 2018 vorgestellt. Er wurde zunächst nur in den USA und Kanada eingeführt. In Europa kam er erst im Februar 2019 in den Handel.

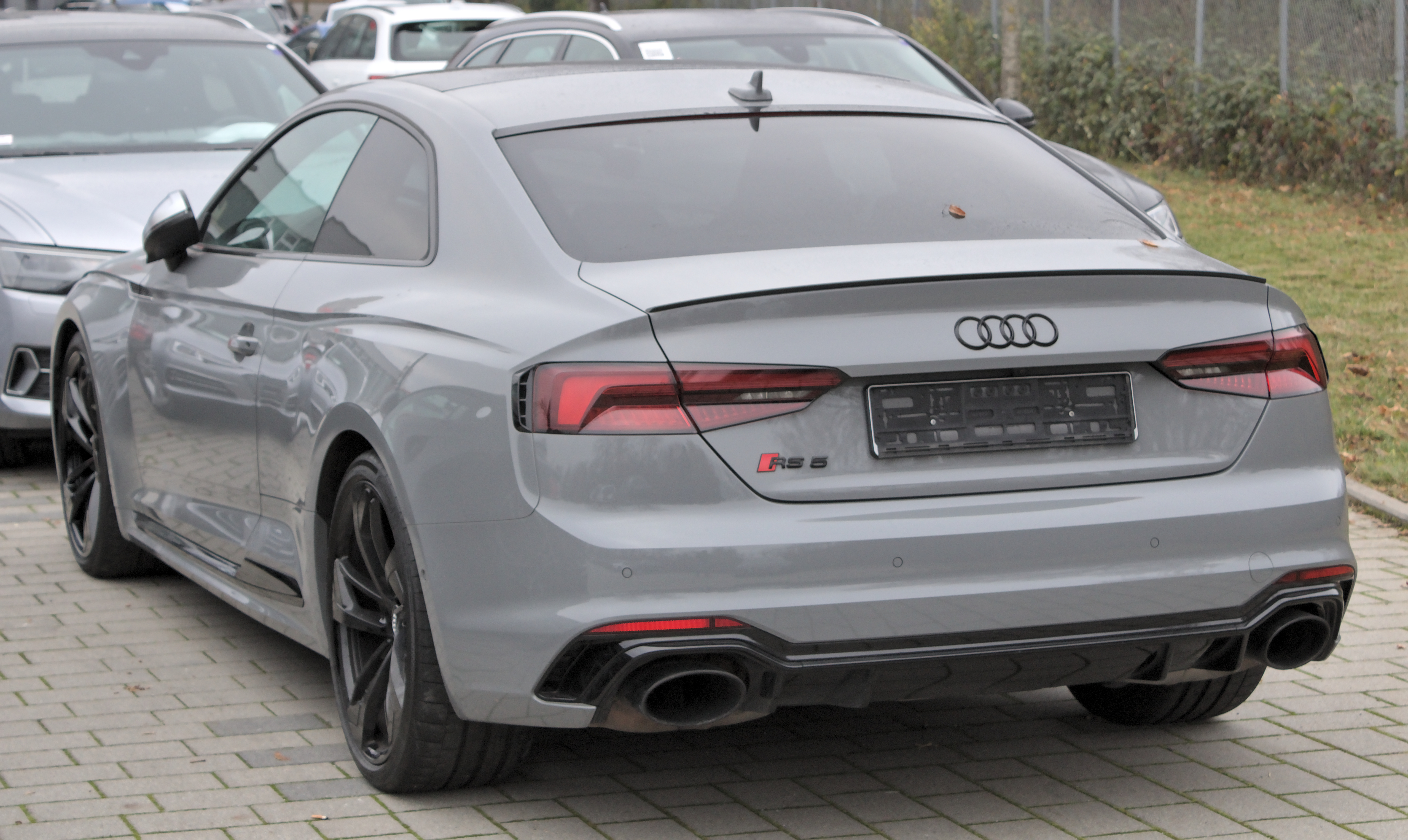
Heckansicht
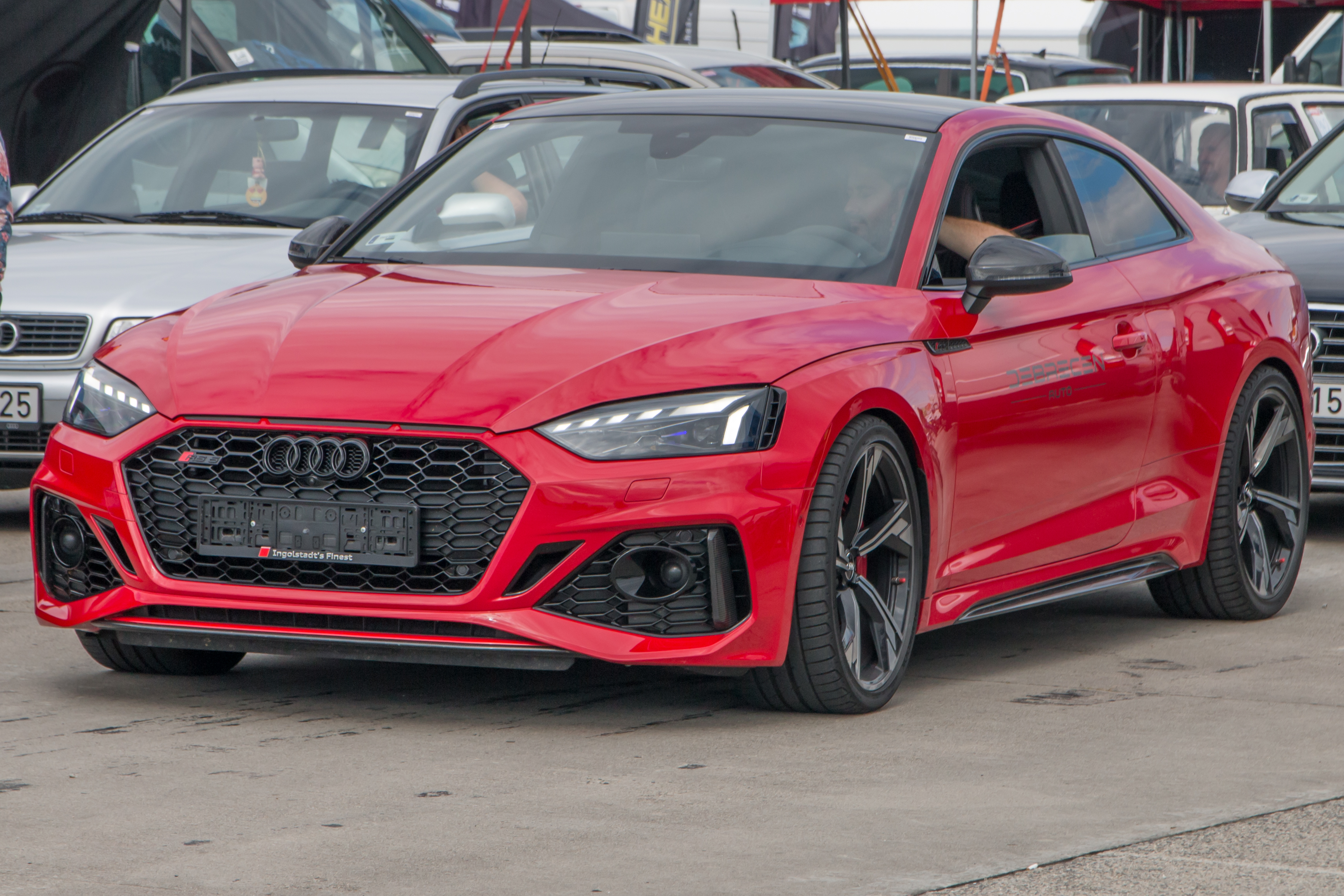
Audi RS5 Coupé (2019–2024)
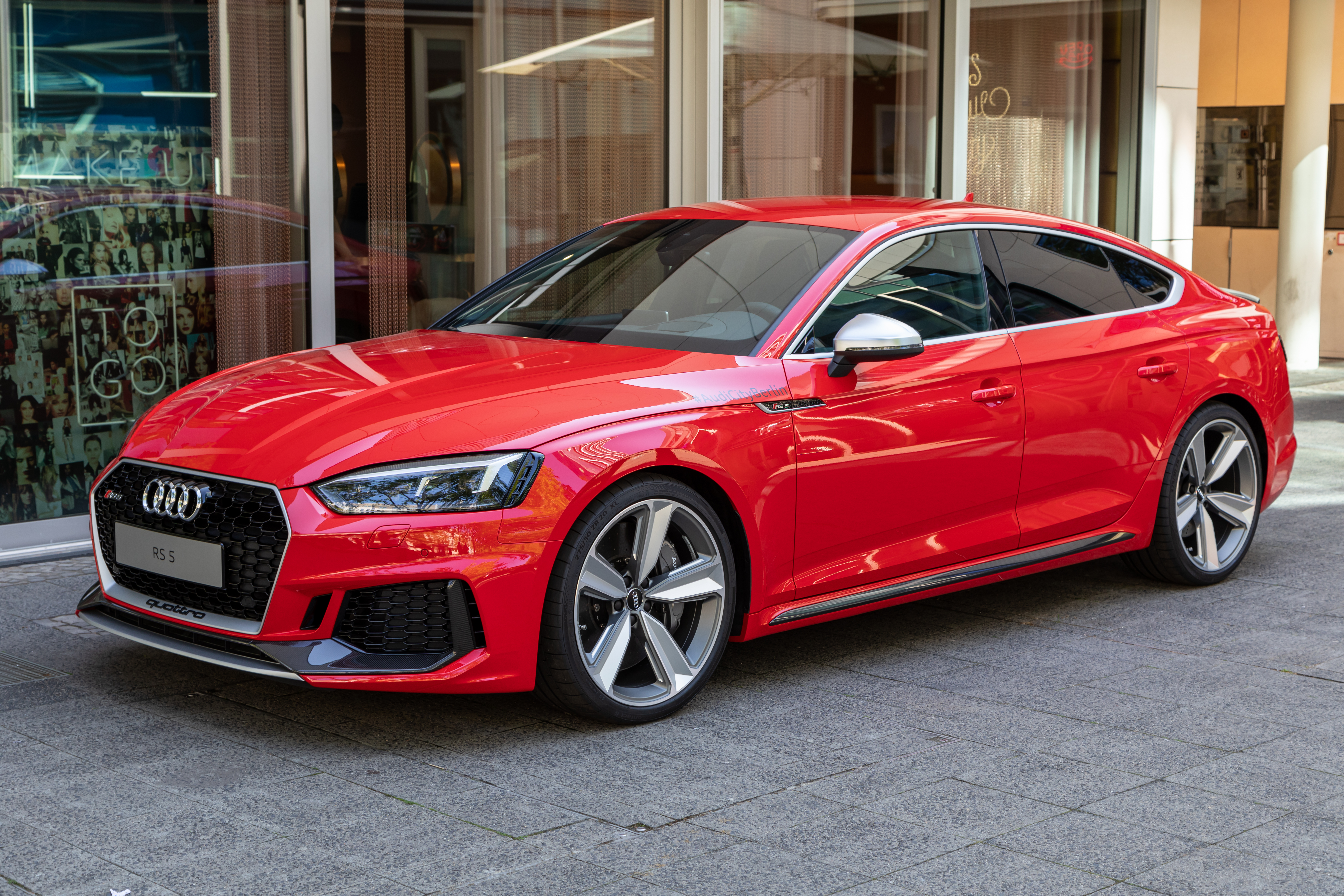
Audi RS5 Sportback (2019)
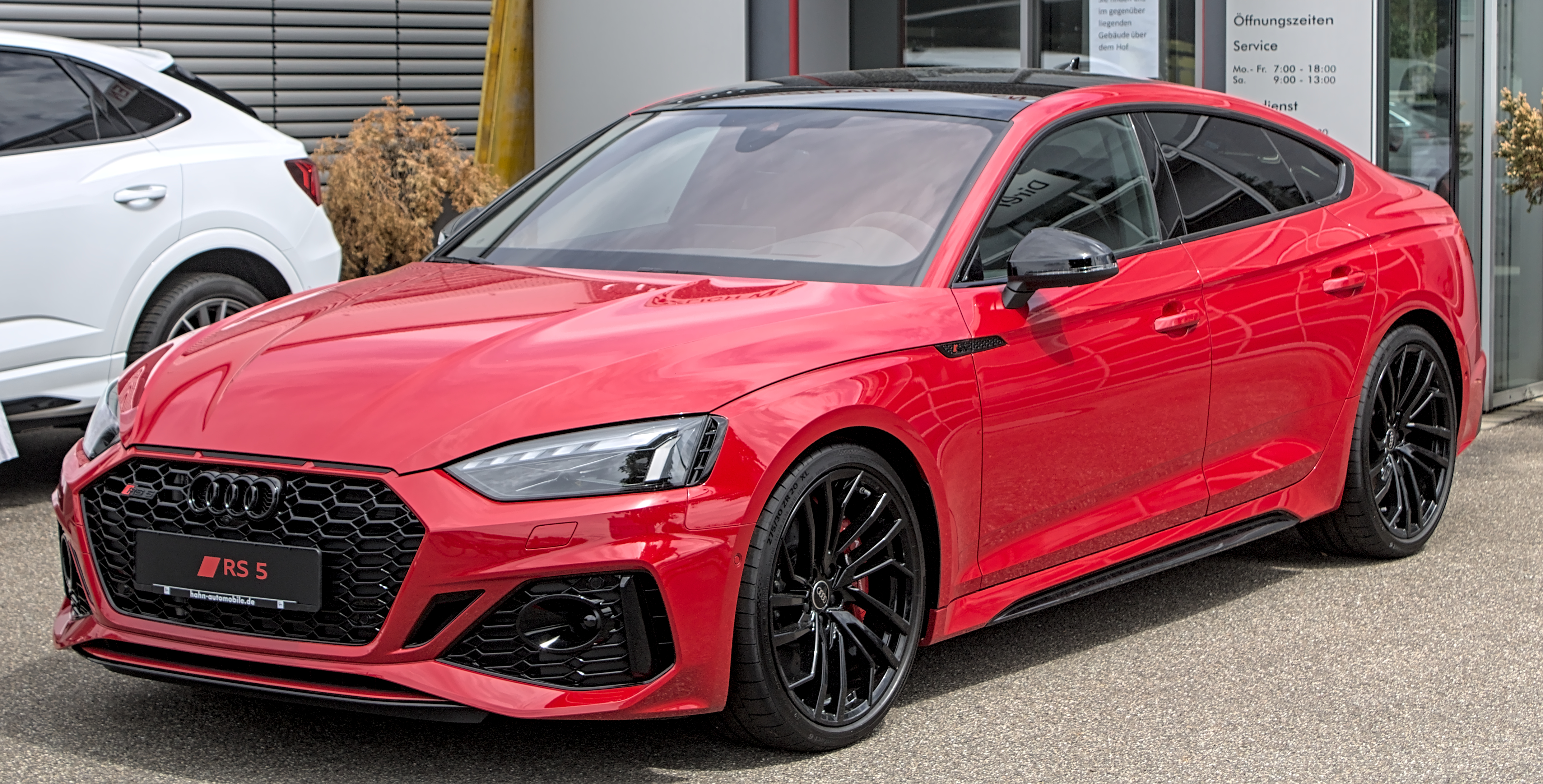
Audi RS5 Sportback (2019–2024)

### Technische Daten
Den Antrieb im neuen RS5 übernimmt ein V6-Biturbo-Ottomotor, der auch schon im Porsche Panamera der zweiten Generation zum Einsatz kam. Der Motor entwickelt dieselbe Leistung wie im Vorgängermodell. Auf 100 km/h beschleunigt das Coupé in 3,9 Sekunden, mit dem optionalen Competition-Paket in 3,8 Sekunden. Im auf 250 Exemplare limitierten Sondermodell Performance Edition, das im Mai 2024 vorgestellt wurde und ausschließlich für den Sportback erhältlich war, beträgt die maximale Leistung 346 kW (470 PS).
|                                            | Coupé                         | Coupé                         | Sportback                     | Coupé                         | Sportback                     | Sportback Performance Edition |
| ------------------------------------------ | ----------------------------- | ----------------------------- | ----------------------------- | ----------------------------- | ----------------------------- | ----------------------------- |
| Bauzeitraum                                | 03/2017–08/2018               | 02/2019–12/2020               | 02/2019–12/2020               | 01/2021–07/2024               | 01/2021–11/2024               | 06/2024–11/2024               |
| Motorbaureihe                              | VW EA839                      | VW EA839                      | VW EA839                      | VW EA839                      | VW EA839                      | VW EA839                      |
| Motorart                                   | Ottomotor                     | Ottomotor                     | Ottomotor                     | Ottomotor                     | Ottomotor                     | Ottomotor                     |
| Motorbauart                                | V-Bauart                      | V-Bauart                      | V-Bauart                      | V-Bauart                      | V-Bauart                      | V-Bauart                      |
| Motoraufladung                             | Biturbo                       | Biturbo                       | Biturbo                       | Biturbo                       | Biturbo                       | Biturbo                       |
| Gemischaufbereitung                        | Direkteinspritzung            | Direkteinspritzung            | Direkteinspritzung            | Direkteinspritzung            | Direkteinspritzung            | Direkteinspritzung            |
| Hubraum                                    | 2894 cm³                      | 2894 cm³                      | 2894 cm³                      | 2894 cm³                      | 2894 cm³                      | 2894 cm³                      |
| Zylinder/Ventile                           | 6/24                          | 6/24                          | 6/24                          | 6/24                          | 6/24                          | 6/24                          |
| maximale Leistung bei min−1                | 331 kW (450 PS) bei 5700–6700 | 331 kW (450 PS) bei 5700–6700 | 331 kW (450 PS) bei 5700–6700 | 331 kW (450 PS) bei 5700–6700 | 331 kW (450 PS) bei 5700–6700 | 346 kW (470 PS) bei 5900–6500 |
| maximales Drehmoment bei min−1             | 600 Nm bei 1900–5000          | 600 Nm bei 1900–5000          | 600 Nm bei 1900–5000          | 600 Nm bei 2000–5000          | 600 Nm bei 2000–5000          | 600 Nm bei 2000–5000          |
| Antriebsart, serienmäßig                   | Allradantrieb                 | Allradantrieb                 | Allradantrieb                 | Allradantrieb                 | Allradantrieb                 | Allradantrieb                 |
| Getriebeart, serienmäßig                   | 8-Gang-tiptronic              | 8-Gang-tiptronic              | 8-Gang-tiptronic              | 8-Gang-tiptronic              | 8-Gang-tiptronic              | 8-Gang-tiptronic              |
| Leergewicht                                | 1730 kg                       | 1760 kg                       | 1795 kg                       | 1770 kg                       | 1810 kg                       | 1810 kg                       |
| maximale Zuladung                          | 465 kg                        | 450 kg                        | 525 kg                        | 437 kg                        | 512 kg                        | 512 kg                        |
| Höchstgeschwindigkeit                      | 250 km/h (1)                  | 250 km/h (1)                  | 250 km/h (1)                  | 250 km/h (1)                  | 250 km/h (1)                  | 300 km/h                      |
| Höchstgeschwindigkeit                      | 280 km/h (1) (2)              | 280 km/h (1) (2)              | 280 km/h (1) (2)              | 280 km/h (1) (2)              | 280 km/h (1) (2)              | —                             |
| Höchstgeschwindigkeit                      | —                             | —                             | —                             | 290 km/h (1) (2) (3)          | 290 km/h (1) (2) (3)          | —                             |
| Beschleunigung, 0–100 km/h                 | 3,9 s                         | 3,9 s                         | 3,9 s                         | 3,9 s                         | 3,9 s                         | 3,7 s                         |
| Beschleunigung, 0–100 km/h                 | —                             | —                             | —                             | 3,8 s (3)                     | 3,8 s (3)                     | —                             |
| Kraftstoffverbrauch auf 100 km, kombiniert | 8,7 l Super Plus              | 9,0 l Super Plus              | 9,1 l Super Plus              | 8,7 l Super Plus              | 8,7–8,8 l Super Plus          | 9,7–9,8 l Super Plus          |
| CO2-Emission, kombiniert                   | 197 g/km                      | 206 g/km                      | 206 g/km                      | 199 g/km                      | 200 g/km                      | 220–222 g/km                  |
| Abgasnorm nach EU-Klassifikation           | Euro 6                        | Euro 6d-TEMP                  | Euro 6d-TEMP                  | Euro 6d-ISC-FCM               | Euro 6d-ISC-FCM               | Euro 6e                       |